# Charles Friedel
Charles Friedel (12. březen 1832 Štrasburk – 20. duben 1899 Montauban) byl francouzský chemik a mineralog.
Společně se svým přítelem J. M. Craftsem roku 1877 objevil dva typy chemických reakcí které po nich byly nazvány, Friedelovu-Craftsovu alkylaci a acylaci.

## Životopis
Friedel studoval od roku 1850 ve Štrasburku přírodní vědy a po přerušení roku 1852 pokračoval ve studiu na pařížské Sorboně. V letech 1856 až 1870 pracoval jako správce sbírek minerálů univerzity École de Mines. V této době byl také činný v laboratoři školy École de Medicine kde si pod vedením C. A. Wurtze prohloubil svoje znalosti chemie. Roku 1860 se zde seznámil s J. M. Craftsem a po své doktorské promoci roku 1869 nastoupil od roku 1871 na místo docenta na École normale supérieure. V roce 1876 se stal profesorem mineralogie na Sorbonně. Roku 1884 po smrti C. A. Wurtze převzal jeho místo profesora organické chemie.
Od roku 1889 byl současně předsedou komise, jejímž cílem bylo provést reformu názvosloví organických sloučenin.
Jeho synem byl mineralog a krystalograf Georges Friedel (1865 - 1933).

## Vědecké úspěchy
- 1857 – 1866 objasnění struktury ketonů. (disertace)
- objev sekundárních a terciárních alkoholů, současně s A. M. Butlerovem
- 1863 – 1870 práce týkající se valence a atomové hmotnosti křemíku. V následujících letech výroba sloučenin křemíku neobsahujících kyslík
- 1872 Syntéza glycerolu z isopropylalkoholu
- 1877 Friedel a Crafts objevili katalytické účinky anorganických sloučenin halogenidů při výrobě alkylovaných a acetylovaných aromatických látek (Friedelovy-Craftsovy reakce)
- Objasnění struktury kyseliny mléčné a ketonu pinakolonu
- Poprvé popsal minerály wurtzit (1861), adamin (1866) a delafossit (1873)[1]